# Штадум
Штадум (нем. Stadum) — община в Германии, в земле Шлезвиг-Гольштейн. В его состав административно входит также населённый пункт Фрезенхаген.
Входит в состав района Северная Фрисландия. Подчиняется управлению Зюдтондерн. Население составляет 1025 человек (на 31 декабря 2010 года). Занимает площадь 19,74 км².
Официальным языком в населённом пункте, помимо немецкого, является севернофризский.